# Festuca samensis
Festuca samensis là một loài thực vật có hoa trong họ Hòa thảo. Loài này được Joch. Müll. mô tả khoa học đầu tiên năm 2006.